# Bussac-sur-Charente
Bussac-sur-Charente é uma comuna francesa na região administrativa da Nova Aquitânia, no departamento de Charente-Maritime. Estende-se por uma área de 9,98 km². Em 2010 a comuna tinha 1 315 habitantes (densidade: 131,8 hab./km²).